# Вієсітський край
Вієсі́тський кра́й (латис. Viesītes novads) — адміністративно-територіальна одиниця Латвійської Республіки. Розташований у південній частині країни, в історичному регіоні Семигалія. Адміністративний центр — Вієсіте. Створений 2009 року. Площа — 650,5 км². Населення — 4133 осіб (2011). До складу краю входять 1 місто і 4 волості.

## Населення
Національний склад краю за результатами перепису населення Латвії 2011 року.
| Національність | К-сть | % |
| -------------- | ----- | - |